# Castel del Monte Rosso Riserva
Der Castel del Monte Rosso Riserva ist ein Rotwein aus der süditalienischen Provinz Barletta-Andria-Trani in der Region Apulien. Der Wein hat seit 2011 eine geschützte Herkunftsbezeichnung (Denominazione di Origine Controllata e Garantita – DOCG), deren letzte Aktualisierung am 7. März 2014 veröffentlicht wurde.

## Erzeugung
Der Wein muss zu mindestens 65 % aus der Rebsorte Nero di Troia gekeltert werden; höchstens 35 % andere rote Rebsorten, die in der Produktionszone „Murgia Centrale“ zugelassen sind, dürfen (einzeln oder zusammen) zugesetzt werden. Die Bezeichnung „Riserva“ erfordert eine zweijährige Reifung beim Erzeuger, davon mindestens ein Jahr im Holzfass. Die Reifezeit wird ab dem 1. November des Erntejahres gerechnet.
Das Anbaugebiet ist klein. Im Jahr 2017 wurden lediglich 3.873 hl DOCG-Wein erzeugt.

## Anbaugebiet
Der Anbau ist gestattet in der Gemeinde Minervino Murge und in Teilen der Gemeinden von Andria, Corato, Trani, Ruvo di Puglia, Terlizzi, Bitonto, Palo del Colle, Toritto und Binetto.

## Beschreibung
- Farbe: von rubinrot bis granatrot bei Reifung
- Geruch: charakteristisch, zart
- Geschmack: körperreich, harmonisch
- Alkoholgehalt: mindestens 13,0 Vol.-%
- Säuregehalt: mind. 4,5 g/l
- Trockenextrakt: mind. 26,0 g/l
- Gesamtzuckergehalt: maximal 10,0 g/l[1]